# Steinkiste von Fehrenbruch
Die Steinkiste von Fehrenbruch (auch Steinkiste von Farven genannt, jedoch nicht zu verwechseln mit einer weiteren Steinkiste von Farven) ist ein archäologischer Fundort bei Malstedt, südöstlich von Bremervörde in Niedersachsen. 

## Beschreibung
Die Steinkiste stammt aus der späten Jungsteinzeit und lässt sich am ehesten mit der Steinkiste in der Feldmark Rade vergleichen.
Die rekonstruierte Megalithanlage befindet sich zwischen Malstedt, Farven und Fehrenbruch, südlich eines Weges, der von Fehrenbruch nach Malstedt führt. Die Steinkiste befindet sich nicht am originalen Standort. Ihre ursprüngliche Position befand sich etwa 30,0 m südwestlich im Feld. Die große Steinkiste weist je vier seitliche Tragsteine und je einen Endstein auf. Einer der großen Decksteine liegt auf der Kammer.
Im Fehrenbruch bestand eine Siedlungskammer, die von der Jungsteinzeit bis zur frühen Eisenzeit genutzt wurde, wie ausgegangene Großsteingräber sowie Hügel- und Urnengräber belegen.
50 bis 100 m westlich befanden sich mehrere heute verschwundene Megalithanlagen. Bei den großen, in der Nähe der Steinkiste liegenden Steinen handelt es sich wohl um verlagerte Steine der ausgegangenen Anlagen.